# Rhaphigaster
Rhaphigaster is een geslacht van wantsen uit de familie schildwantsen (Pentatomidae). Het geslacht werd voor het eerst wetenschappelijk beschreven door Laporte in 1833.

## Soorten
Het genus bevat de volgende soorten:

- Rhaphigaster brevispina Horváth, 1889
- Rhaphigaster genitalia Yang, 1934
- Rhaphigaster haraldi Lindberg, 1932
- Rhaphigaster nebulosa (Poda, 1761)